# Tranh cãi đổi mới nhượng quyền thương mại ABS-CBN
Tranh cãi về đổi mới nhượng quyền thương mại ABS-CBN liên quan đến việc Quốc hội Philippines không gia hạn giấy phép phát sóng của mạng lưới phát thanh truyền hình Philippines ABS-CBN.  Điều này dẫn đến việc nhượng quyền thương mại quốc hội hết hạn vào ngày 4 tháng 5 năm 2020 và mạng buộc phải tạm thời ngừng phát sóng vào ngày 5 tháng 5 năm 2020, sau khi Ủy ban Viễn thông Quốc gia Philippines ban hành lệnh ngừng và hủy bỏ việc liên quan đến hết hạn nhượng quyền. Kể từ năm 2014, mạng lưới đã áp dụng cho việc gia hạn nhượng quyền thương mại của họ thông qua các hóa đơn nhà ở đang chờ xử lý tại Quốc hội Philippines. Nhưng những điều này đã không được thông qua ở quốc hội Philippines các khóa 16, 17 và 18.
Các nhóm truyền thông vận động và báo chí quốc tế đã đánh dấu vấn đề là mối quan tâm tự do báo chí kể từ khi Tổng thống Philippines Rodrigo Duterte, người có nhiều đồng minh chiếm đa số trong cả hai nhánh của cơ quan lập pháp Philippines, đã nhiều lần bày tỏ sự không hài lòng về phạm vi tin tức của mạng, và trước đó đã tuyên bố rằng nhượng quyền thương mại quốc hội của nhà mạng sẽ không được gia hạn.
Việc dừng lại đánh dấu lần đầu tiên mạng không hoạt động kể từ năm 1986, đã ngừng hoạt động trong thời kỳ thiết quân luật dưới thời Ferdinand Marcos vào năm 1972. Việc dừng lại cũng được ghi nhận là đã đặt dấu chấm hết cho 11.000 nhân công của ABS-CBN, ngay cả khi Philippines đang đối mặt với đại dịch COVID-19.

## Bối cảnh
Theo luật pháp Philippines, các mạng truyền hình yêu cầu quốc hội nhượng quyền thương mại để vận hành các đài truyền hình và đài phát thanh. ABS-CBN, hoạt động từ giữa những năm 1960, cuối cùng đã được cấp gia hạn nhượng quyền 25 năm vào ngày 30 tháng 3 năm 1995 nhờ Đạo luật Cộng hòa số 7966 (Republic Act No. 7966) (ngày 30 tháng 3 năm 1995). Điều này đã hết hạn vào ngày 4 tháng 5 năm 2020 do Bộ Tư pháp (Philippines) tán thành.

## Nỗ lực đổi mới nhượng quyền

### Sáng kiến đổi mới sớm trong Đại hội 16
Trong năm 2014 và 2015, ABS-CBN đã yêu cầu Đại hội 16 giải quyết sớm việc mở rộng nhượng quyền thương mại của mình, mặc dù thực tế là việc gia hạn không phải đến sáu năm sau, vào năm 2020.
Các nguồn truyền thông của cơ quan lập pháp cho biết sáng kiến năm 2016 của mạng là kết quả của việc "đặc biệt đơn phương" bởi những người ủng hộ Tổng thống đắc cử Rodrigo Duterte và vì nhận thức của họ rằng họ "luôn thể hiện ông ta dưới ánh sáng tiêu cực". Daily Inquirer của Philippines cho biết một thành viên của ủy ban nhượng quyền lập pháp của Hạ viện nói rằng ABS CBN "không muốn mạo hiểm thông qua việc đổi mới dưới chính quyền 'không thân thiện'."
Nguồn tin của Inquirer cũng nói rằng sáng kiến "thiếu sự hỗ trợ từ các đồng minh của Tổng thống Benigno Aquino III trong nhà" bởi vì họ cảm thấy rằng những lời chỉ trích của ABS CBN đối với Aquino là "quá cá nhân và gây khó chịu và đi đến chỗ gây nghiện."
ABS CBN cuối cùng đã phải rút các sáng kiến đổi mới nhượng quyền thương mại này do những hạn chế về thời gian.

### Trong Đại hội 17
Tổng thống Philippines Rodrigo Duterte đã quy kết sự phản đối của ông đối với việc đổi mới nhượng quyền của ABS-CBN cho một cuộc tranh cãi về quảng bá bầu cử trong chiến dịch hướng đến cuộc bầu cử tổng thống Philippines năm 2016. Ông nói rằng mạng lưới từ chối phát sóng quảng bá chiến dịch tranh cử tổng thống năm 2016 của ông và ủng hộ hoạt động quảng bá được trả bởi ứng cử viên phó tổng thống lúc đó là ông Antonio Trillanes người chỉ trích những nhận xét của ông trên con đường chiến dịch. Trong khi đó, phát ngôn viên của Ủy ban bầu cử James Jimenez bảo vệ việc quảng bá gây tranh cãi cũng như bảo vệ Luật Bầu cử, và "Hoạt động chính trị đảng phái".
Duterte công khai nhắc lại rằng ông phản đối việc đổi mới nhượng quyền 25 năm của ABS-CBN. Các nhà lập pháp đối lập cũng như các nhóm lao động phản đối lập trường của Duterte về ABS-CBN vì việc nhượng quyền không đổi mới sẽ làm tổn hại đến các nhân viên của mạng lưới; nói rằng việc ngăn chặn nhượng quyền thương mại không có giá trị. Các nhóm đối lập cũng cho rằng việc không đổi mới nhượng quyền vi phạm tự do báo chí.
Vào tháng 11 năm 2016, Đại diện Nueva Ecija là Micaela Violago đã đệ trình House Bill 4349 trong Đại hội 17 để đổi mới nhượng quyền của mạng lưới. Đại hội 17 đã hoãn "không cần chỉ định một ngày cho một cuộc họp hoặc phiên điều trần tiếp theo" mà không có giải pháp nào về vấn đề này.

### Trong Đại hội 18
Trong suốt các kỳ họp của Quốc hội Philippines khóa 18, ít nhất 12 nhà lập pháp đã nộp các phiên bản của riêng họ cho một nhượng quyền thương mại mới của mạng. Chủ tịch Hạ viện Alan Peter Cayetano đã đảm bảo rằng Quốc hội sẽ giải quyết nhượng quyền một cách công bằng.
Vào ngày 24 tháng 2 năm 2020, CEO của mạng lưới đã xin lỗi Tổng thống Rodrigo Duterte vì đã không phát sóng quảng bá chính trị của ông trong các cuộc thăm dò năm 2016, và Quốc hội cuối cùng đã đưa ra quyết định giải quyết việc đổi mới nhượng quyền của họ.
Trong phiên điều trần của Thượng viện cùng ngày, chủ tịch hội đồng dịch vụ công cộng Grace Poe tuyên bố họ phải giải quyết sự tuân thủ của ABS-CBN với các điều khoản và điều kiện của nhượng quyền thương mại. Kết luận là không có vi phạm luật pháp hoặc điều khoản nhượng quyền thương mại. Sau đây là tóm tắt các nội dung:
1. Cục Thuế vụ của Philippines tuyên bố rằng ABS-CBN đã tuân thủ đầy đủ các yêu cầu về thuế của chính phủ. Ông Cabantac Jr., người đứng đầu Dịch vụ nộp thuế lớn BIR Large tuyên bố rằng công ty đã trả 14,298 tỷ peso từ năm 2016 đến 2019. Năm 2019, ABS-CBN cũng đã giải quyết 52,44 triệu peso thanh toán thuế với BIR.[19]
2. Sở Lao động và việc làm đã cho thông suốt các phương tiện truyền thông lớn cho phù hợp với tiêu chuẩn lao động nói chung, an toàn lao động và sức khỏe, và an ninh của nhiệm kỳ. Cựu giám đốc dịch vụ của công ty ABS-CBN Mark Nepomuceno cho biết họ cũng đã đóng góp cho các lợi ích bắt buộc của nhân viên như SSS, Phil-Health, PAG-IBIG. Ông cũng tuyên bố rằng ABS-CBN không còn thực hiện chương trình cuối hợp đồng, cũng như mang lại lợi ích cho những người đóng góp độc lập khác nhau trong mỗi cuộc đàm phán hợp đồng.[19]
3. Tổng ủy viên viễn thông Gamaliel Cordoba tuyên bố rằng luật nhượng quyền thương mại bao gồm các mục đích thương mại, trực tiếp, bao gồm cả dịch vụ trả tiền theo lượt xem. Phần 1 của Đạo luật Cộng hòa 7908, cho phép các hoạt động phát sóng của ABS-CBN Covergence, tuyên bố rằng: Từ đó, nó được cấp nhượng quyền để xây dựng, vận hành và bảo trì, cho mục đích thương mại. Mặc dù ABS-CBN đã giới thiệu dịch vụ mà không có hướng dẫn của NTC, nhưng tiền phạt cho vi phạm đó là P200. Chủ tịch Thượng viện Recto tuyên bố rằng NTC chỉ có thể phạt tiền đối với ABS-CBN chứ không phải tắt máy hoạt động.[19]
4. Ủy viên Ủy ban Chứng khoán và Giao dịch Ephyro Amatong nói rõ rằng một giải thích pháp lý từ năm 1999 về Biên nhận Lưu ký Philippines không tương đương với giấy chứng nhận quyền sở hữu, có thể đã phát triển trong những năm gần đây. Thượng nghị sĩ Poe chỉ ra rằng các công ty nên được thông báo về bất kỳ thay đổi nào trong việc giải thích pháp lý của công cụ đầu tư, vì tất cả các công ty truyền thông phải thuộc sở hữu 100% của Philippines. Phát hành PDR là một thông lệ phổ biến trong diện mạo truyền thông của Philippines, bao gồm Rappler và GMA. SEC vẫn chưa tiến hành đánh giá xem có vi phạm trong PDR của ABS-CBN hay không, Amatong nói rằng ông ta "không muốn đưa ra tuyên bố phân loại vào thời điểm này" về việc có vi phạm trong PDR của ABS-CBN hay không, cho trường hợp đang chờ xử lý tại Tòa án Tối cao, kể từ ngày 6 tháng 5 năm 2020.[19]

## Dừng phát sóng tháng 5 năm 2020
Vào tháng 2 năm 2020, nhiều nghị sĩ khác nhau đã thúc giục Ủy ban Viễn thông Quốc gia (NTC) cấp thẩm quyền tạm thời cho ABS-CBN để tiếp tục hoạt động sau nhượng quyền thương mại hiện tại cho đến khi Quốc hội đưa ra quyết định về đơn xin nhượng quyền. Sau khi tham khảo ý kiến của Bộ Tư pháp (DOJ), NTC đã khẳng định vào tháng 3 năm 2020 rằng họ sẽ "có thể" ban hành thẩm quyền phát sóng tạm thời cho ABS-CBN và "để ABS-CBN tiếp tục hoạt động dựa trên vốn chủ sở hữu".
Vào ngày 3 tháng 5 năm 2020, Tổng trưởng luật sư Philippines, Jose Calida đã cảnh báo NTC không trao quyền tạm thời cho ABS-CBN, trích dẫn quyết định của Tòa án tối cao Philiipines năm 2014, nói rằng thẩm quyền tạm thời chỉ có thể được cấp sau khi nhượng quyền được bảo đảm trong Quốc hội. Trong cùng một tuyên bố, Calida cảnh báo rằng cơ quan này sẽ tự đặt mình vào nguy cơ bị truy tố theo Đạo luật về hành vi chống ghép và tham nhũng nếu họ ban hành thẩm quyền tạm thời mà không có nhượng quyền hợp pháp do các công ty điều hành của ABS-CBN nắm giữ và cũng nói rằng ý kiến của DOJ năm 1991 nêu rõ NTC có thể ban hành thẩm quyền tạm thời mà không có nhượng quyền hợp pháp đã bị Tòa án tối cao lật lại. Vào tháng 2 năm 2019, Calida đã tìm cách tước quyền kinh doanh của ABS-CBN về các vi phạm bị cáo buộc về nhượng quyền thương mại của mình, mà ABS-CBN bảo vệ rằng họ không làm như vậy.
Vào ngày 5 tháng 5 năm 2020, NTC đã ban hành lệnh dừng và ngừng hoạt động để tạm thời ngừng phát sóng mạng, bao gồm các đài phát thanh DZMM và MOR, sau khi hết hạn nhượng quyền phát sóng vào ngày hôm trước. Lệnh dừng và ngừng hoạt động bao gồm 42 đài truyền hình được điều hành bởi ABS-CBN trên cả nước, bao gồm Kênh 2, 10 kênh phát sóng kỹ thuật số, 18 đài FM và 5 AM stations.
ABS-CBN phát sóng buổi cuối cùng vào ngày 5 tháng 5 năm 2020, và chấm dứt hoạt động vào lúc 7:51 tối (UTC +8) cùng ngày sau chương trình tin tức TV Patrol. Giám đốc điều hành của ABS-CBN Carlo Katigbak và Mark Lopez đã phát sóng các tuyên bố kêu gọi lệnh ngừng và hủy bỏ NTC.
ABS-CBN cũng đã đưa ra 10 ngày giải thích tại sao tần số được chỉ định của nó không nên bị thu hồi.

## Phản ứng
Một số nhà báo và người nổi tiếng từ ABS-CBN và đối thủ GMA Network đã bày tỏ tình đoàn kết với ABS-CBN sau khi được lệnh ngừng phát thanh và truyền hình. Hashtag #NoToABSCBNShutDown đứng đầu danh sách xu hướng Twitter địa phương cùng ngày.